# 阿列克谢·涅恰耶夫
阿列克谢·根纳季耶维奇·涅恰耶夫（羅馬化：Aleksey Gennad'yevich Nechayev；1966年8月30日—）是俄罗斯企业家和政治人物，俄罗斯化妆品公司Faberlic总裁，全俄人民阵线成员，自2020年8月8日起担任新人党主席。

## 生平
阿列克谢·涅恰耶夫于1966年8月30日出生于莫斯科。他是家里的独生子。他的母亲叶莲娜·瓦西里耶芙娜·比纳特（希腊籍）是一名学校教师。他的父亲根纳季·尼古拉耶维奇·涅恰耶夫是一位原子工程师，毕业于莫斯科工程物理学院，曾在该厂担任反应堆保护和控制方法实验室的负责人；后来，通过党的路线，他被提名到对外经贸学院进行第二次高等教育，掌握了几门外语，并经常出国旅行。
1983年至1988年，阿列克谢·涅恰耶夫就读于莫斯科国立大学法学院，曾是共青团成员。他没有被征召入伍（与大多数1960年代后半叶出生的学生不同）。入学的第一年后，他在莫斯科国立大学“青年”先锋营担任辅导员。1985年，他在弗拉季斯拉夫·克拉皮温组织的先锋船队“卡拉维拉”（Caravella）中通过了航海训练。他发起了不同年龄群体参加的运动“黎明”，其中开展了儿童课外工作。孩子们参加了帆船之旅，并参加了徒手格斗和击剑活动。